# Kia Venga
Kia Venga – samochód osobowy typu minivan klasy miejskiej produkowany pod południowokoreańską marką Kia w latach 2009–2019.

## Historia i opis modelu

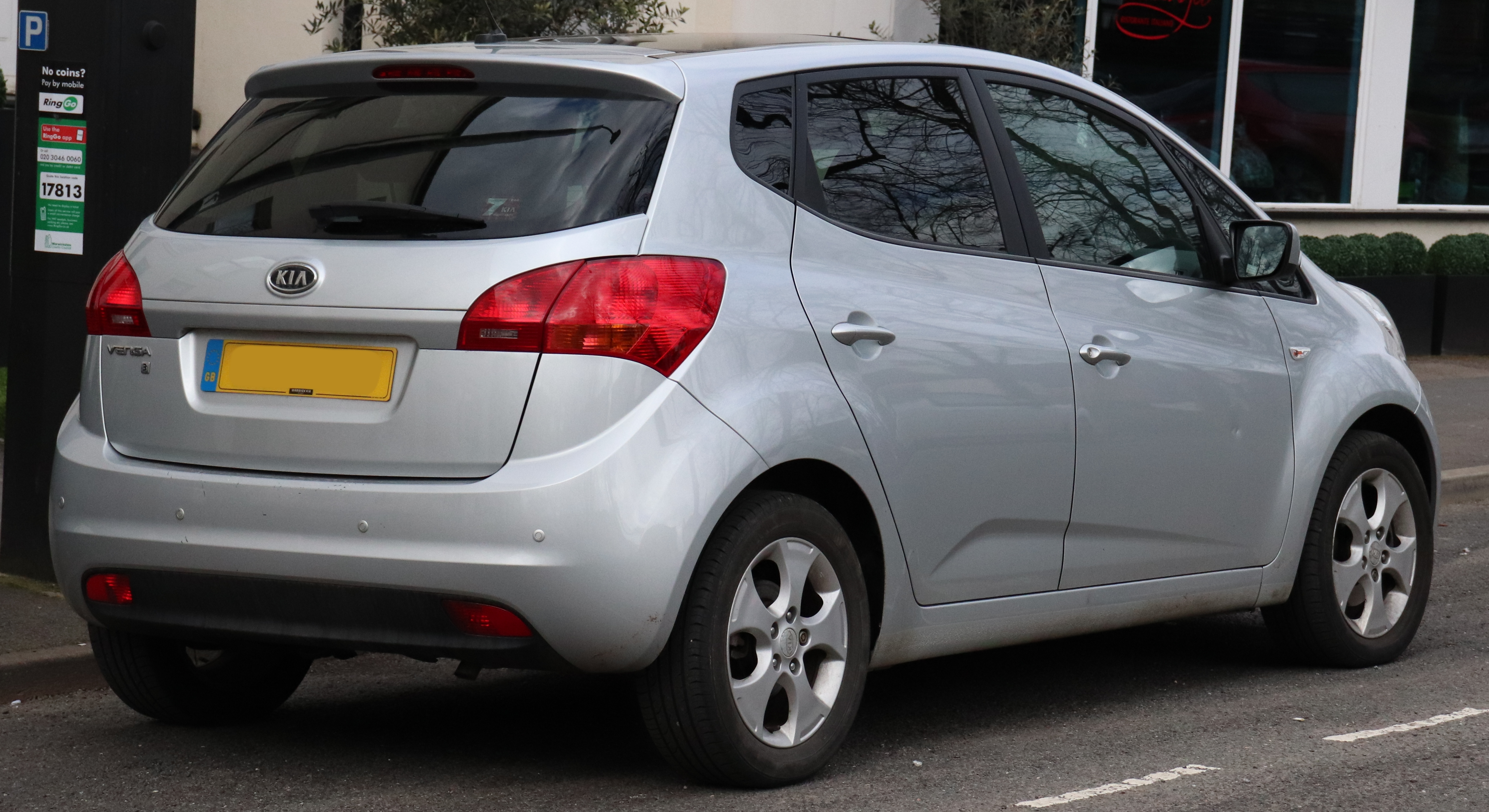
Kia Venga – tył

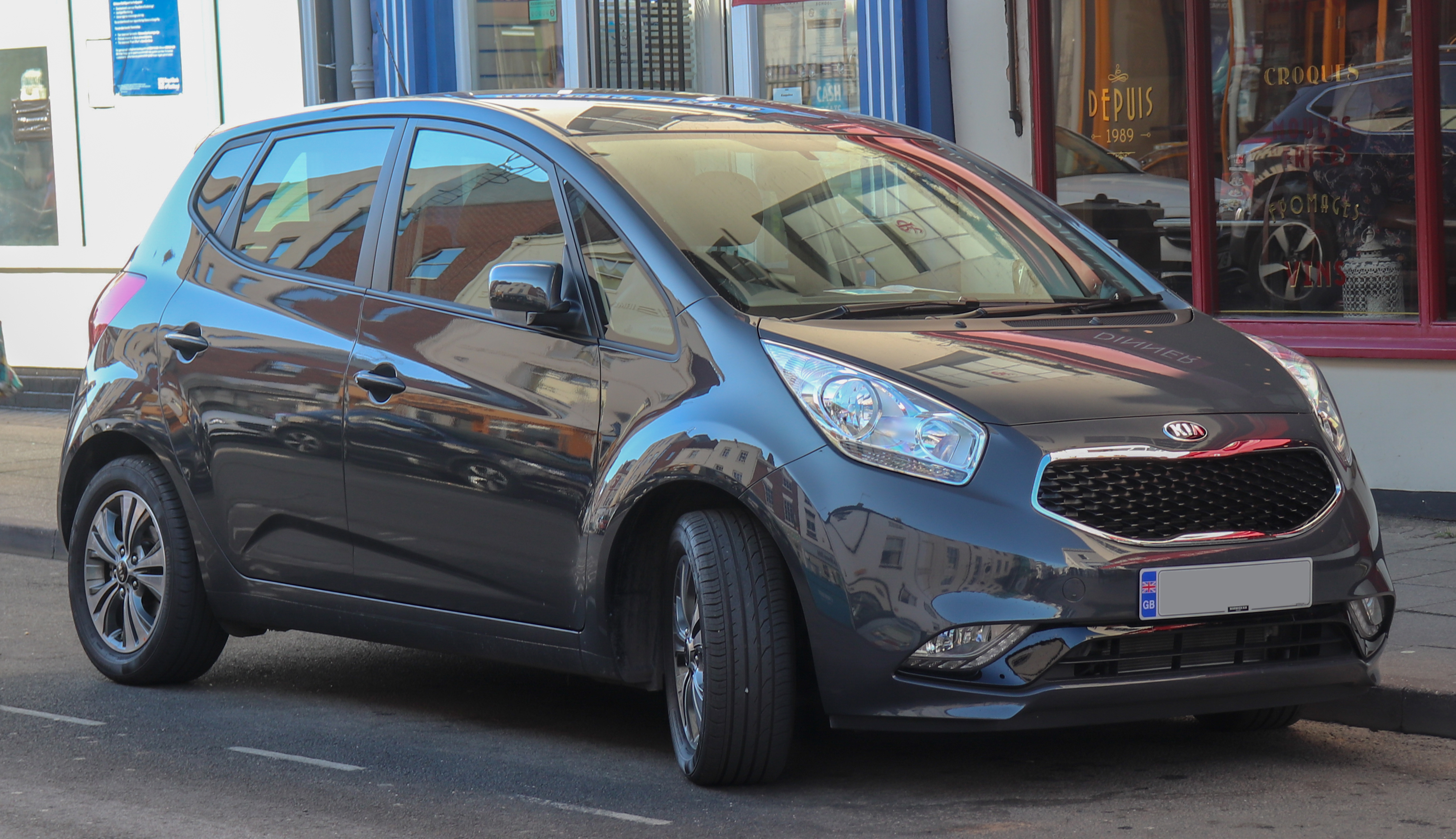
Kia Venga po liftingu

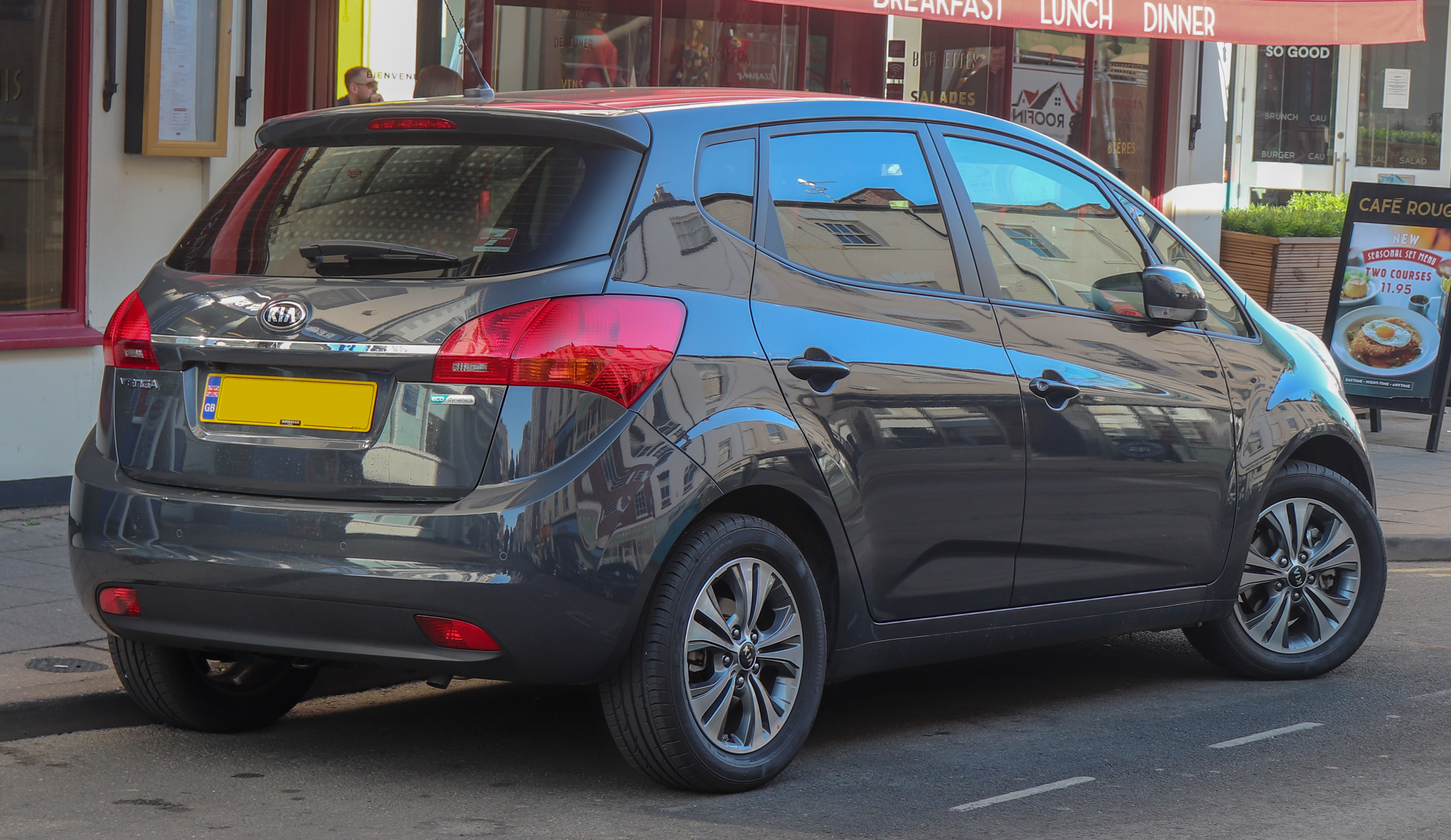
Kia Venga – tył po liftingu

Studyjną zapowiedzią najmniejszego minivana skonstruowanego przez Kię był przedstawiony podczas Geneva Motor Show w marcu 2009 roku prototyp Kia No³ Concept.
W sierpniu tego samego roku zaprezentowany został produkcyjny model pod nazwą Kia Venga. Pojazd został zaprojektowany w europejskim centrum stylistycznym południowokoreańskiego przedsiębiorstwa jako drugi, po modelu cee’d, pojazd zbudowany specjalnie z myślą o europejskich odbiorcach. Pojazd powstał jako odpowiedź na popularne w pierwszej dekadzie XXI wieku w Europie miejskie minivany jak Nissan Note czy Opel Meriva.
Samochód wyróżnia się obłą, jednobryłową sylwetką z wysoko osadzonymi reflektorami, owalną atrapą chłodnicy, a także biegnącą ku górze linią okien i biegnącą pod tylnymi lampami wyraźnym przetłoczeniem. Kabina pasażerska oferowała dużą przestrzeń dla pasażerów dzięki relatywnie dużemu rozstawowi osi w stosunku do długości nadwozia.
Oble zaprojektowana deska rozdzielcza zyskała charakterystyczną, pionowo ukształtowaną konsolę centralną, a w elementach kabiny pasażerskiej wykorzystano liczne elementy z pokrewnego modelu Soul.

### Lifting
W 2014 roku podczas targów motoryzacyjnych w Paryżu zaprezentowano wersję po face liftingu. Pojazd otrzymał m.in. nowy przedni zderzak z większą atrapą chłodnicy oraz zmieniony kształt zintegrowanych świateł do jazdy dziennej LED i przeciwmgłowych. Zmieniony został także m.in. tylny zderzak pojazdu oraz dodano chromowane wstawki między tylnymi lampami. Przy okazji liftingu dodano nowe wzory 16 i 17-calowy alufelg oraz nowe kolory wnętrza pojazdu.

### Sprzedaż
Choć Kia Venga została opracowana z myślą o rynku europejskim i to ten region był głównym rynkiem zbytu pojazdu, to samochód dostępny był w ofercie sprzedaży południowokoreańskiego producenta także w Rosji.
Podobnie jak w przypadku bliźniaczego modelu Hyundai ix20, po 10 latach rynkowej obecności produkcja Kii Vengi została stopniowo wygaszona z końcem 2019 roku, wyprzedając pozostałe egzemplarze w kolejnych miesiącach 2020 roku. Samochód nie otrzymał bezpośredniego następcy.

### Wersje wyposażeniowe[11]
- S
- M
- L
- XL

Standardowe wyposażenie podstawowej wersji S pojazdu obejmuje m.in. radio CD z MP3, AUX i USB, kierownicę wielofunkcyjną, 6 poduszek powietrznych, system ABS z EBD, ESP, TCS, system wspomagania hamowania BAS, system automatycznego włączania świateł awaryjnych podczas hamowania awaryjnego ESS, system wspomagający pokonywanie wzniesień HAC, aktywne zagłówki, zamek centralny z pilotem, alarm, system monitorowania ciśnienia w oponach, elektryczne sterowanie szyb przednich, fotel kierowcy regulowany na wysokość, wspomaganie kierownicy oraz komputer pokładowy.
Opcjonalnie auto wyposażone może być m.in. w standardowe dla wersji M: klimatyzację manualną, światła do jazdy dziennej wykonane w technologii LED, czujnik zmierzchu, podgrzewanie oraz elektryczne sterowanie lusterek, podwójną podłogę bagażnika, światła przeciwmgłowe. Wersja L standardowo wyposażona jest klimatyzację automatyczną, elektrycznie sterowane szyby tylne, fotochromatyczne lusterko wewnętrzne, czujnik deszczu z automatycznymi wycieraczkami oraz tylne czujniki cofania. Wersja XL standardowo wyposażona jest m.in. w system bezkluczykowy, czujnik zbliżeniowy w drzwiach kierowcy, tempomat z ogranicznikiem prędkości, alufelgi, Bluetooth z zestawem głośnomówiącym, podgrzewane przednie fotele i koło kierownicy, system antyoblodzeniowy wycieraczek, elektrycznie składane lusterka z funkcją kierunkowskazów oraz tylne światła LED. Auto doposażone może być także w 7-calowy ekran dotykowy systemu nawigacji satelitarnej Kia Navi System oraz elektrycznie sterowany panoramiczny dach, a także system ratunkowy Kia Safety System, który w razie automatycznego rozpoznania wypadku wzywa służby ratownicze na żądanie oraz rejestruje parametry wypadku.
Wersja Business Line wyposażona jest w standardowe wyposażenie wersji L oraz dodatkowo tylne światła wykonane w technologii LED, pakiet Kia Navi System z kamerą i czujnikami cofania, system automatycznego wyłączania i włączania silnika podczas postoju oraz skórzanomateriałową tapicerkę.

### Silniki
Benzynowe:
- R4 1.4l DOHC 90 KM
- R4 1.6l DOHC 125 KM

Wysokoprężne:
- R4 1.4l CRDi 75 KM
- R4 1.4l CRDi 90 KM
- R4 1.6l CRDI 128 KM 260 Nm